# Blot-l'Église
Blot-l'Église is een gemeente in het Franse departement Puy-de-Dôme (regio Auvergne-Rhône-Alpes) en telt 357 inwoners (1999). De plaats maakt deel uit van het arrondissement Riom.

## Geografie
De oppervlakte van Blot-l'Église bedraagt 24,5 km², de bevolkingsdichtheid is 14,6 inwoners per km².
De onderstaande kaart toont de ligging van Blot-l'Église met de belangrijkste infrastructuur en aangrenzende gemeenten.

## Demografie
Onderstaande figuur toont het verloop van het inwonertal (bron: INSEE-tellingen).